# Uranus (film)
Uranus is een Franse film van Claude Berri die werd uitgebracht in 1990.
Uranus is de prestigieuze filmadaptatie van de gelijknamige roman (1948) van Marcel Aymé. De film werd heel positief onthaald in 1990 in Frankrijk en groeide uit tot een groot commercieel succes.

## Samenvatting
1945 in een klein Frans provinciestadje. De Tweede Wereldoorlog is net voorbij en maakt plaats, of zou moeten plaats maken voor de vrede. De Duitsers zijn vertrokken maar ze hebben diepe littekens nagelaten. Iedereen is de oorlog op zijn manier doorgekomen. In de naoorlogse chaos van collaborateurs, aanhangers van Pétain, verzetsstrijders, communisten, patriotten, verraders en profiteurs breekt voor sommigen de tijd der vergelding aan.
Ingenieur Archambaud, die al onderdak heeft gegeven aan mensen van wie het huis is platgebombardeerd, moet nu ook de opgejaagde collaborateur Maxime Loin verstoppen. Loin komt zo terecht in hetzelfde huis als de communist Gaigneux en onderwijzer Watrin. Léopold Lajeunesse is de baas van een café waarin les wordt gegeven. Door Watrins lessen raakt hij in vervoering van de klassieke Franse literatuur en al gauw waant hij zich een echte dichter. De cynische Monglat is rijk geworden dankzij zijn activiteiten op de zwarte markt en zijn handel met de Duitsers. Wanneer de communistische spoorwegarbeider Rochard Watrin respectloos behandelt pakt Léopold Rochard hardhandig aan. Rochard wreekt zich door zijn communistische kameraden wijs te maken dat de opgejaagde Maxime Loin zich bij Léopold verschuilt. 

## Rolverdeling
| Acteur                  | Personage             |
| ----------------------- | --------------------- |
| Gérard Depardieu        | Léopold Lajeunesse    |
| Jean-Pierre Marielle    | Archambaud            |
| Philippe Noiret         | Watrin                |
| Michel Blanc            | Gaigneux              |
| Michel Galabru          | Monglat               |
| Gérard Desarthe         | Maxime Loin           |
| Fabrice Luchini         | Jourdan               |
| Danièle Lebrun          | mevrouw Archambaud    |
| Daniel Prévost          | Rochard               |
| Myriam Boyer            | mevrouw Gaigneux      |
| Ticky Holgado           | Mégrin, de advocaat   |
| Florence Darel          | Marie-Anne Archambaud |
| Yves Afonso             | de brigadier          |
| Bernard Ballet          | de kapitein           |
| Dominique Bluzet        | Michel Monglat        |
| Gérard Bôle du Chaumont | Gallien               |
| André Chaumeau          | de politieagent       |
| Paul Doumer             | de bewaker            |